# لوری مور
لوری مور (به انگلیسی: Lorrie Moore) نویسنده اهل ایالات متحده آمریکا است. وی یکی از چهره‌های برجسته و تأثیرگذار در دنیای ادبیات معاصر آمریکا است. او به‌عنوان نویسنده داستان‌های کوتاه، رمان و مقاله‌های ادبی شناخته می‌شود و آثارش به دلیل طنز تلخ، نثر دقیق و نگاه عمیق به مسائل انسانی مورد تحسین قرار گرفته است. مور با خلق شخصیت‌های پیچیده و داستان‌هایی که اغلب با لحنی تلخ و شیرین روایت می‌شوند، توانسته است جایگاه ویژه‌ای در ادبیات آمریکا به دست آورد. در این مقاله به زندگی، آثار و تأثیرات لوری مور پرداخته‌ایم.

## زندگی و تحصیلات
لوری مور با نام کامل ماری لورنس گونزالس در ۱۳ ژانویه ۱۹۵۷ در گلنز فالز، نیویورک به دنیا آمد. او در خانواده‌ای متوسط و در یک شهر کوچک بزرگ شد. علاقه او به ادبیات و نویسندگی از دوران کودکی آغاز شد و از همان زمان شروع به نوشتن کرد. مور در دانشگاه سنت لارنس تحصیل کرد و سپس به دانشگاه کرنل رفت و در آنجا در رشته نویسندگی خلاق به تحصیلات خود ادامه داد. در این دوران او با نویسندگان بزرگی مانند ولادیمیر ناباکوف و جان آپدایک آشنا شد که تأثیر زیادی بر سبک و شیوه نگارش او داشتند.

### آغاز فعالیت ادبی
مور نخستین مجموعه داستان کوتاه خود با عنوان «خودکشی کودکان» (Self-Help) را در سال ۱۹۸۵ منتشر کرد. این کتاب که شامل داستان‌هایی با تم‌های تلخ و طنزآمیز دربارهٔ مسائل روزمره زندگی بود، با استقبال بسیار خوبی مواجه شد و توجه منتقدان را به خود جلب کرد. این مجموعه به دلیل استفاده نوآورانه از فرم و زبان، و همچنین نگاه تازه و بی‌پرده به مسائل انسانی، مورد تحسین قرار گرفت و مور را به‌عنوان یک نویسنده با استعداد در عرصه ادبیات معرفی کرد.

### آثار برجسته
لوری مور به نوشتن داستان‌های کوتاه شهرت دارد و بسیاری از منتقدان او را یکی از بهترین نویسندگان داستان کوتاه معاصر می‌دانند. از جمله آثار برجسته او می‌توان به مجموعه داستان‌های «مثل زندگی» (Like Life) و «دبیرستان راهنمایی» (Birds of America) اشاره کرد. این آثار به دلیل شخصیت‌پردازی‌های دقیق، استفاده از زبان تصویری و نگاه انسانی و همدلانه به مشکلات و چالش‌های زندگی، مورد توجه قرار گرفته‌اند. مور در داستان‌های خود با ترکیبی از طنز و تراژدی، به بررسی جنبه‌های مختلف زندگی انسانی می‌پردازد و مخاطب را به تفکر و تعمق دربارهٔ مسائل پیچیده وجودی و اجتماعی وامی‌دارد.

### سبک و ویژگی‌های نگارش
سبک نوشتاری لوری مور به دلیل ترکیب طنز تلخ و نثر دقیق و شاعرانه‌اش شناخته می‌شود. او از زبان به‌عنوان ابزاری برای بیان پیچیدگی‌های عاطفی و اجتماعی استفاده می‌کند و در داستان‌هایش به بررسی موضوعاتی مانند تنهایی، عشق، مرگ و روابط انسانی می‌پردازد. مور در آثارش اغلب به کاوش در زوایای تاریک و پیچیده روح انسان می‌پردازد و با نگاهی همدلانه و دقیق، جنبه‌های مختلف زندگی روزمره را به تصویر می‌کشد.

### تأثیرات و اهمیت
لوری مور با آثارش تأثیر زیادی بر ادبیات معاصر آمریکا داشته است. او با خلق شخصیت‌های واقعی و داستان‌هایی که اغلب با لحنی تلخ و شیرین روایت می‌شوند، توانسته است نگاه جدیدی به داستان‌نویسی کوتاه معرفی کند. آثار مور به دلیل نگاه انسانی و همدلانه به مشکلات و چالش‌های زندگی، و همچنین استفاده نوآورانه از زبان و فرم، مورد توجه قرار گرفته‌اند و او را به یکی از چهره‌های مهم و تأثیرگذار در دنیای ادبیات تبدیل کرده‌اند.

### نقدها و بازخوردها
آثار لوری مور همواره مورد تحسین منتقدان و مخاطبان قرار گرفته است. منتقدان به‌ویژه از توانایی او در ترکیب طنز و تراژدی و همچنین شخصیت‌پردازی‌های دقیق و انسانی او تمجید کرده‌اند. با این حال، برخی از منتقدان نیز به او انتقاد کرده‌اند که داستان‌هایش گاهی اوقات بیش از حد به سمت تراژدی و تلخی می‌رود و ممکن است برای برخی مخاطبان ناآشنا با سبک او سنگین و غم‌انگیز به نظر برسد. با این وجود، مور همچنان به‌عنوان یکی از چهره‌های مهم و تأثیرگذار در دنیای ادبیات شناخته می‌شود و آثارش همچنان مورد توجه و تحسین قرار می‌گیرند.

### زندگی شخصی و فعالیت‌های جانبی
مور علاوه بر فعالیت‌های نویسندگی، به تدریس نیز مشغول است و در دانشگاه ویسکانسین-مدیسن به تدریس نویسندگی خلاق می‌پردازد. او همچنین به‌عنوان منتقد ادبی و مقاله‌نویس فعالیت می‌کند و مقاله‌های او در مجلات معتبری مانند «نیویورکر» و «پاریس ریویو» منتشر شده است. لوری مور در زندگی شخصی خود فردی ساده و متواضع است و از حواشی و شهرت دوری می‌کند. او همچنین به فعالیت‌های خیریه و اجتماعی علاقه‌مند است و در کمپین‌های مختلفی برای حمایت از حقوق کودکان و حفاظت از محیط زیست شرکت کرده است.

### نوآوری‌ها و آثار آتی
لوری مور همچنان به نوشتن و خلق آثار جدید ادامه می‌دهد و به‌عنوان یکی از نوآوران در عرصه داستان‌نویسی شناخته می‌شود
او با نگاهی تازه و خلاقانه به ادبیات، همواره در تلاش است تا مرزهای این هنر را گسترش دهد و به خلق داستان‌هایی بپردازد که با مخاطب ارتباطی عمیق و احساسی برقرار کند. مور در مصاحبه‌های اخیر خود اعلام کرده است که در حال کار بر روی مجموعه داستان کوتاه جدیدی است که انتظار می‌رود همچنان باعث خنده، تفکر و تأمل مخاطبان شود.
لوری مور با بیش از چهار دهه فعالیت در عرصه ادبیات، به یکی از چهره‌های برجسته و تأثیرگذار در دنیای نویسندگی تبدیل شده است. وی با خلق داستان‌های کوتاه و رمان‌هایی که اغلب با لحنی تلخ و شیرین روایت می‌شوند، توانسته است جایگاه ویژه‌ای در دل مخاطبان خود پیدا کند و نامش را به‌عنوان یکی از برترین نویسندگان داستان کوتاه معاصر به ثبت برساند. مور با استفاده از طنز و مهارت‌های بی‌نظیر در نویسندگی، همچنان به‌عنوان یک الگو و مرجع در هنر داستان‌نویسی شناخته می‌شود و آثارش همچنان مورد تحسین و علاقهٔ مخاطبان در سراسر جهان قرار دارد.

### زندگی
در سال ۱۹۵۷ در نیویورک به دنیا آمد. فعالیت ادبی خود را به صورت حرفه‌ای، از ۱۹ سالگی آغاز کرد و در این سنِ کم برندهٔ جایزهٔ داستان کوتاه مجلهٔ "سِوِنتین " شد. پس از فارغ‌التحصیلی از دانشگاه سَن‌لارنس نیویورک به شهر منهتن رفت و در یک دفتر وکالت مشغول به‌کار شد. در سال ۱۹۸۰ به دانشگاه برگشت و زیر نظر اساتیدی چون الیسون موری درس خواند و نخستین مجموعه داستان کوتاهش با نام به خودت کمک کن را در سال ۱۹۸۳ برای پایان‌نامهٔ کارشناسی ارشدش نوشت.

## شهرت
او نویسندهٔ داستان‌های کوتاه است و شهرتش به دلیل نوشتن داستان‌های کوتاه و توأم با نوعی طنزِ غم‌انگیز است، درون‌مایهٔ آثارش بیشتر عشق نافرجام و بیماری‌های کشنده است. دو مجموعه داستان کوتاه دیگر از او به نام‌های مثل زندگی و پرندگان آمریکا چاپ شده است که دومی در سال ۱۹۹۹ برندهٔ جایزهٔ «آیریش تایمز» شد و در فهرست بهترین‌های نیویورکر قرار گرفت. اولین داستان کوتاهی که از او در نیویورکر به چاپ رسید، با نام تو هم زشت هستی، در فهرست بهترین داستان‌های کوتاه است.

## داستان‌ها
با داستان «اینجا همهٔ آدم‌ها این‌جوری‌اند» جایزه او. هنری را برد، این داستان پس از چاپ اولش در سال ۱۹۹۷ در مجلهٔ نیویورکر در شمارهٔ سالانهٔ بهترین داستان‌های کوتاه آمریکا مجدداً تجدید چاپ شد. مور سه رمان به نام‌های آنانگرام، چه کسی بیمارستان قورباغه‌ها را اداره خواهد کرد؟ و راه‌پله نیز نوشته است.

## جوایز
او در سال ۲۰۰۴ برندهٔ جایزهٔ ری و در سال ۲۰۰۶ عضو آکادمی هنر و ادبیات آمریکا شد. در سال (۱۹۹۸) برنده جایزه او. هنری شد. آخرین رمان مور راه‌پله در سال ۲۰۱۰ موفق به‌کسب جوایز ادبی پِن و اورنج شد. مور ۵۵ ساله، علاوه بر کار نویسندگی، در دانشگاه‌های آمریکا به‌تدریس مباحث زبان، ادبیات و نگارش هنری اشتغال دارد.